# Hoffmann–La Roche
A F. Hoffmann–La Roche AG, mais conhecida pelo acrónimo Roche, é uma companhia suíça que fabrica produtos farmacêuticos e cuja sede situa-se na Basileia, Suíça. A Roche foi fundada em 1896 por Fritz Hoffmann-La Roche. A matriz brasileira fica na cidade de São Paulo, bairro de Jaguaré, mas seu parque industrial localiza-se em Jacarepaguá, Rio de Janeiro, estando o centro de distribuição situado em Anápolis, Goiás. Outras distribuidoras que a Roche têm no Brasil se localizam em Itapevi e Itajaí.